# موفتاو أدو
موفتاو أدو (بالفرنسية: Moufoutaou Adou)‏ (10 أبريل 1991 بنين - ) هو لاعب كرة قدم بنيني، يلعب كمدافع، شارك في كأس الأمم الأفريقية 2010.

## روابط خارجية
- موفتاو أدو على موقع قاعدة بيانات كرة القدم.إي يو (الإنجليزية)
- موفتاو أدو على موقع ناشيونال فوتبول تيمز (الإنجليزية)